# Alja Krznarič
Alja Krznarič (* 9. Dezember 1987 in Novo mesto, SFR Jugoslawien) ist eine ehemalige slowenische Fußballspielerin.

## Karriere

### Verein
Krznarič begann beim ŽNK Krka und wechselte am 2. Februar 2010 nach Österreich zum SK Kelag Kärnten, wo sie als Mittelfeldspielerin auflief. In der Saison 2010/11 wurde sie dann vom dortigen Trainer Hans Groess als Stürmer nominiert. Im Sommer 2011 kehrte sie Österreich den Rücken und wechselte zurück zum ŽNK Krka.

### International
Milenkovič ist A-Nationalspielerin Sloweniens und gab ihr Debüt am 25. September 2003 gegen die Schwedische Fußballnationalmannschaft der Frauen.